# Charlie Chan i klątwa Dragon Queen
Charlie Chan i klątwa Dragon Queen – powieść autorstwa Earla Derra Biggersa. Jej bohaterem jest detektyw, Charlie Chan.
Akcja dzieje się w San Francisco, gdzie seryjny morderca dokonuje okropnych zabójstw. Szef policji wzywa na pomoc swego starego przyjaciela, legendarnego detektywa, Charliego Chana. Detektyw wraz ze swoim wnukiem rozpoczyna śledztwo. Główną podejrzaną w sprawie jest kobieta zwana Dragon Queen.

## Ekranizacja
- W 1981 roku powieść została przeniesiona na ekrany kin. W roli detektywa Charlie Chana wystąpił Peter Ustinov, natomiast w roli Dragon Queen – zdobywczyni Złotego Globu, Angie Dickinson.